# 博伊斯·巴德
博伊斯·巴德（英語：Boyce Budd，1939年1月4日—），美国男子赛艇运动员。他曾代表美国参加1964年夏季奥林匹克运动会赛艇比赛，获得男子八人单桨有舵手金牌。